# Ministério Público do Estado de São Paulo
O Ministério Público do Estado de São Paulo (MP-SP) é a instância no Estado de São Paulo do Ministério Público, que tem como objetivo defender os direitos dos cidadãos e os interesses da sociedade, bem como promover a ação penal pública. Atualmente é chefiado pelo Procurador-Geral de Justiça Paulo Sérgio de Oliveira e Costa .

## Atuação
Com cerca de 2.000 membros, o MP-SP é a maior unidade do Ministério Público do país. Sua ampla atuação é realizada por meio dos seus órgãos de execução, possuindo ainda diversos grupos de atuação especial: o GAECO (contra o crime organizado), GEDEC (contra os delitos econômicos), GECAP (contra os crimes ambientas, contra animais e de parcelamento irregular do solo), GECEP (controle externo da atividade policial), GAESP (saúde pública), GEDUC (educação) e GAEMA (meio ambiente), além de núcleos como o de Violência Contra a Mulher, e de programas de atuação integrada (PAI) do Futebol, da Pirataria e da Cracolândia. 

## Membros notórios
Entre os membros do MP-SP que receberam notoriedade, incluem-se:
- Alexandre de Moraes
- Antônio de Queirós Filho
- Antonio Magalhães Gomes Filho
- Antonio Scarance Fernandes
- Antonio Carlos Marcato
- Antonio Ferreira Pinto
- Basileu Garcia
- Cândido Rangel Dinamarco
- Celso de Mello
- Cláudio Ferraz Alvarenga
- Damásio de Jesus
- Dirceu de Mello
- Edgard Magalhães Noronha
- Eloisa de Sousa Arruda
- Fernando Capez
- Fernando da Costa Tourinho Filho
- Fernando Grella Vieira
- Francisco Papaterra Limongi Neto
- Hélio Bicudo
- Herman Benjamin
- Hermínio Alberto Marques Porto
- Hugo Nigro Mazzilli
- Joaquim Canuto Mendes de Almeida
- João Batista de Arruda Sampaio
- José Augusto César Salgado
- José Renato Nalini
- José Roberto dos Santos Bedaque
- José Rubens Prestes Barra
- Luiz Antonio Fleury Filho
- Luis Felipe Salomão
- Luiz Antônio Marrey
- Luiz Flávio Gomes
- Luzia Galvão Lopes da Silva
- Mágino Alves Barbosa Filho
- Mário de Moura e Albuquerque
- Massami Uyeda
- Márcio Elias Rosa
- Márcio Martins Ferreira
- Marco Vinicio Petrelluzzi
- Nereu César de Moraes
- Odilon da Costa Manso
- Paulo Dimas de Bellis Mascaretti
- Pedro Franco de Campos
- Plínio de Arruda Sampaio
- Ronaldo Porto Macedo Jr.
- Ronaldo Augusto Bretas Marzagão
- Ruy Rebello Pinho
- Saulo de Castro Abreu Filho
- Sylvio do Amaral
- Virgílio Lopes da Silva
- Walter Paulo Sabella